# Янсдорф (Рудные горы)
Янсдорф (нем. Jahnsdorf/Erzgeb.) — община в Германии, в земле Саксония. Подчиняется административному округу Хемниц. Входит в состав района Рудные Горы.  Население составляет 5683 человека (на 31 декабря 2010 года). Занимает площадь 26,10 км².
Коммуна подразделяется на 4 сельских округа.